# 365 (песня)
«365» — песня немецкого диджея Zedd и американской певицы Кэти Перри, выпущенная 14 февраля 2019 года. В этот же день состоялась премьера музыкального видео, режиссёром которого стал Уоррен Фу.

## История создания
О записи совместного трека артистов стало известно летом 2018 года, осенью они были замечены в студии звукозаписи. 23 января 2019 была зарегистрирована новая песня Кэти Перри и диджея Zedd на «Universal Music Publishing Group» под названием «365». Двумя днями ранее Кэти и Zedd провели совместную съёмку, предположительно, видеоклипа на новую песню.

## Релиз
30 января песня была слита в сеть. 9 февраля на встрече с поклонниками Кэти поделилась, что трек должен выйти в День всех влюблённых. 13 февраля Кэти и Zedd обменялись эмоджи в Twitter в качестве промо к песне, а также представили тизеры видеоклипа.

## Критический приём
Бриттани Спанос из Rolling Stone похвалила трек и описала его как «свежую, гипнотическую песню о любви». Уинстон Кук-Уилсон в своём обзоре для Spin написал, что «365» — «лёгкий поп-хаус трек, который, к счастью, не звучит как любая другая песня Zedd'а, которую он выпустил в недавнее время» . Michael Love Michael из журнала Paper похвалил песню, назвав её «довольно солидной поп-мелодией, которую вы обязательно дослушаете до конца».

## Музыкальное видео
Клип на песню был снят режиссёром Уорреном Фу. По сюжету, Перри предстаёт в роли робота, которого тестируют для совместной жизни с обычным мужчиной, которого играет Zedd. Постепенно она начинает влюбляться в него, однако не получает ответной реакции и у неё случается неисправность.

## Список композиций
- «365» (original version) — 3:01
- «365» (Zedd Remix) — 3:56
- «365» (Jonas Aden Remix) — 2:45
- «365» (Ellis Remix) — 2:40
- «365» (KUURO Remix) — 4:06

## Чарты
| Чарт (2019)                                 | Пиковая позиция |
| ------------------------------------------- | --------------- |
| Аргентина (Monitor Latino Anglo)            | 11              |
| Австралия (ARIA)                            | 38              |
| Австралия (ARIA Dance)                      | 5               |
| Австрия (Ö3 Austria Top 40)                 | 70              |
| Бельгия/Фландрия (Ultratip Bubbling Under)  | 1               |
| Бельгия/Валлония (Ultratip Bubbling Under)  | 10              |
| Болгария (PROPHON)                          | 1               |
| Канада (Billboard Canadian Hot 100)         | 52              |
| СНГ (TopHit)                                | 79              |
| Колумбия (National-Report)                  | 94              |
| Чехия (Singles Digitál Top 100)             | 26              |
| Эстония (IFPI)                              | 17              |
| Франция (SNEP)                              | 129             |
| Германия (GfK)                              | 72              |
| Греция (IFPI International Digital Singles) | 11              |
| Венгрия (Stream Top 40)                     | 21              |
| Япония (Billboard Japan Hot 100)            | 52              |
| Япония (Billboard Hot Overseas)             | 5               |
| Ирландия (IRMA)                             | 33              |
| Израиль (Media Forest TV Airplay)           | 3               |
| Италия (FIMI)                               | 68              |
| Мексика (Billboard Mexico Airplay)          | 15              |
| Нидерланды (Dutch Top 40)                   | 24              |
| Нидерланды (Single Top 100)                 | 74              |
| Новая Зеландия (RMNZ Hot Singles)           | 3               |
| Польша (Polish Airplay Top 100)             | 38              |
| Португалия (AFP)                            | 63              |
| Румыния (Airplay 100)                       | 64              |
| Россия (Top Radio Hits)                     | 96              |
| Шотландия (OCC Scotland)                    | 40              |
| Сингапур (RIAS)                             | 23              |
| Словакия (Rádio — Top 100)                  | 67              |
| Словакия (Singles Digitál Top 100)          | 28              |
| Испания (PROMUSICAE)                        | 85              |
| Швеция (Sverigetopplistan)                  | 60              |
| Швейцария (Schweizer Hitparade)             | 59              |
| Великобритания (OCC UK Singles)             | 37              |
| США (Billboard Hot 100)                     | 86              |
| США (Billboard Adult Pop Airplay)           | 30              |
| США (Billboard Dance Club Songs)            | 39              |
| США (Billboard Hot Dance/Electronic Songs)  | 8               |
| США (Billboard Pop Airplay)                 | 22              |
| Венесуэла (National Report)                 | 81              |

## История релизов
| Регион | Дата            | Формат                      | Лейбл      | Прим.  |
| ------ | --------------- | --------------------------- | ---------- | ------ |
| Мир    | 14 февраля 2019 | Цифровая загрузка, стриминг | Interscope | [ 54 ] |
| США    | 19 февраля 2019 | Contemporary hit radio      | Interscope | [ 55 ] |